# Sasayaku You ni Koi wo Utau
Sasayaku You ni Koi wo Utau (ささやくように恋を唄う lit. Susúrrame una canción de amor?), también conocida como Whisper Me a Love Song en inglés, es una serie de manga yuri japonés escrito e ilustrado por Eku Takeshima. Empezó a serializarse en la edición de abril de 2019 de la revista Comic Yuri Hime de Ichijinsha, y hasta el momento ha sido compilada en once volúmenes tankōbon hasta el momento. El manga tiene licencia de publicación en inglés de Kodansha Comics.
Una adaptación de la serie a anime por el estudio Cloud Hearts se emite desde abril de 2024.

## Sinopsis
El primer día de ingreso a la escuela secundaria, Himari Kino «se enamora» de la estudiante de último año, Yori Asanagi, a quien vio cantar con una banda en la fiesta de bienvenida para los nuevos estudiantes. Cuando Himari le confiesa su admiración a Yori, esta malinterpreta los sentimientos de Himari como amor romántico. Sin embargo, antes de que Yori se dé cuenta, se enamora de Himari de todos modos y promete ganarse su afecto de verdad.

## Personajes
Himari Kino (木野 ひまり Kino Himari?)
 Seiyū: Hana Shimano
Una estudiante de primer año de secundaria, una chica enérgica que se enamora del canto de Yori en su primer día de clases. Le confiesa su admiración a Yori, quien malinterpreta sus sentimientos como románticos. Sin embargo, acepta pasar tiempo juntas para ver si puede llegar a sentir lo mismo que Yori.
Yori Asanagi (朝凪 依 Asanagi Yori?)
 Seiyū: Asami Setō
Una estudiante de tercer año de secundaria. A menudo vista como estoica por quienes la rodean, a Yori le gusta cantar mientras toca la guitarra sola en la azotea de la escuela y colecciona lindos productos de gatos. Yori se enamora de Himari después de su «confesión», solo para darse cuenta más tarde de que Himari en realidad estaba confesando admiración por su canto. Sin embargo, decide hacer que Himari corresponda a sus sentimientos a tiempo.
Miki Mizuguchi (水口 未希 Mizuguchi Miki?)
 Seiyū: Mikako Komatsu
Amiga y compañera de clase de Himari desde la escuela primaria. Ella es parte del club de la banda de música. Ella indirectamente ayuda a la relación de Himari y Yori al recopilar información.
Aki Mizuguchi (水口 亜季 Mizuguchi Aki?)
 Seiyū: Mikako Komatsu
Hermana mayor de Miki y bajista de la banda SS GIRLS. Es la mejor amiga de Yori y parece solidaria y curiosa por ver cómo se desarrolla su relación con Himari.
Mari Tsutsui (筒井 真理 Tsutsui Mari?)
 Seiyū: Konomi Kohara
Estudiante de tercer año y baterista de SS GIRLS. A menudo se la ve con Kaori.
Kaori Tachibana (橘 香織 Tachibana Kaori?)
 Seiyū: Ai Kakuma
Estudiante de tercer año y tecladista de SS GIRLS. A menudo se la ve con Mari.
Momoka Satomiya (里宮 百々花 Satomiya Momoka?)
Una estudiante de segundo año y Presidente del Club de investigación culinaria. Siendo suave y solidaria, rápidamente se hace amiga de Himari, quien se une a su club.
Shiho Izumi (泉 志帆 Izumi Shiho?)
 Seiyū: Yuna Nemoto
Una ex vocalista y guitarrista de segundo año de SS GIRLS, que dejó en términos poco amistosos. Ahora está al frente de una banda rival.
Momoka Satomiya (里宮 百々花 Satomiya Momoka?)
 Seiyū: Reina Ueda
Una  estudiante de segundo año de buen corazón que es presidente del Culinary Research Club y guitarrista de Lorelei. Amable y solidaria, rápidamente se hace amiga de Himari, quien se une a su club.
Hajime Amasawa (天沢 始 Amasawa Hajime?)
 Seiyū: Chika Anzai
Una estudiante de segundo año que es el baterista de Lorelei. A menudo se la ve con Momoka.

## Contenido de la obra

### Manga
Sasayaku You ni Koi wo Utau es escrito e ilustrado por Eku Takeshima. Comenzó a serializarse en la edición de abril de 2019 de la revista Comic Yuri Hime de Ichijinsha. Ichijinsha recopila sus capítulos individuales en volúmenes tankōbon. El primer volumen fue lanzado el 18 de junio de 2019, y hasta el momento se han publicado once volúmenes.
| Volúmenes de manga publicados | Volúmenes de manga publicados | Volúmenes de manga publicados |
| Número                        | Fecha de lanzamiento          | ISBN                          |
| ----------------------------- | ----------------------------- | ----------------------------- |
| 1                             | 18 de junio de 2019           | ISBN 978-4-7580-7950-1        |
| 2                             | 17 de enero de 2020           | ISBN 978-4-7580-2074-9        |
| 3                             | 17 de junio de 2020           | ISBN 978-4-7580-2135-7        |
| 4                             | 18 de enero de 2021           | ISBN 978-4-7580-2201-9        |
| 5                             | 17 de septiembre de 2021      | ISBN 978-4-7580-2294-1        |
| 6                             | 18 de abril de 2022           | ISBN 978-4-7580-2397-9        |
| 7                             | 18 de enero de 2023           | ISBN 978-4-7580-2491-4        |
| 8                             | 18 de julio de 2023           | ISBN 978-4-7580-2578-2        |
| 9                             | 18 de marzo de 2024           | ISBN 978-4-7580-2694-9        |
| 10                            | 29 de julio de 2024           | ISBN 978-4-7580-2742-7        |
| 11                            | 27 de junio de 2025           | ISBN 978-4-7580-2926-1        |

### Anime
El 13 de enero de 2023 se anunció una adaptación de la serie de televisión de anime. La serie es producida por Cloud Hearts y dirigida por Xin Ya Cai, con Yokohama Animation Laboratory como supervisor, Hiroki Uchida supervisando los guiones de la serie y Minami Yoshida diseñando los personajes. La serie estaba originalmente programada para estrenarse en enero de 2024, pero se retrasó por «diversas circunstancias». Se estrenó el 14 de abril de 2024 en el bloque NUMAnimation de TV Asahi, y los dos episodios restantes se emitieron el 29 de diciembre del mismo año, tras retrasos en la producción. El lanzamiento en Blu-ray, originalmente previsto para cuatro volúmenes lanzados entre el 13 de septiembre y el 13 de diciembre de 2024, se retrasó y luego se canceló debido a circunstancias internas.
El tema de apertura es "Follow your arrows" interpretado por la banda del anime SSGIRLS, mientras que el tema de cierre es "Gifty" interpretado por Hana Shimano. Sentai Filmworks obtuvo la licencia de la serie para su transmisión en HIDIVE.

## Recepción
Erica Friedman de Yuricon señaló en su reseña que, si bien la historia no es innovadora, es «tan agradable y llena de personajes tan agradables que es un placer leerla». Por el contrario, The OASG critica su capacidad para mantener la serie interesante: «Eku Takeshima está apostando el éxito de toda esta historia a la solidez de la relación entre Himari y Yori y, aunque eso podría haber funcionado si esta historia fuera un one-shot breve, no es suficiente para una serie completa».
Rebecca Silverman de Anime News Network elogió a los personajes y la llamó «una serie de yuri que no querrás perderte». Nicki Bauman también elogió a los personajes, llamándolos «deliciosamente apasionados y emocionados el uno por el otro», pero criticó el ritmo de la serie.
En 2020, Sasayaku You ni Koi wo Utau fue parte de los 20 finalistas principales presentados en el Next Manga Award de Niconico y Da Vinci.